# Wólka Zręczycka
Wólka Zręczycka – przysiółek wsi Zręczyce w Polsce położony w województwie małopolskim, w powiecie wielickim, w gminie Gdów.
W latach 1975–1998 przysiółek administracyjnie należał do województwa krakowskiego. 
W przysiółku znajduje się zespół dworsko-parkowy wpisany do rejestru zabytków nieruchomych województwa małopolskiego.
W Dworze Feillów można zobaczyć stałą ekspozycję prac artystki malarki, jednej z pierwszych studentek ASP w Krakowie Stefanii Feill pt. "Stefania Feill. Dziedzictwo wskrzeszone".